# Miconia augustii
Miconia augustii är en tvåhjärtbladig växtart som beskrevs av Célestin Alfred Cogniaux. Miconia augustii ingår i släktet Miconia och familjen Melastomataceae. Inga underarter finns listade i Catalogue of Life.